# Неравенство Джексона — Стечкина
Неравенство Джексона — Стечкина связывает величину наилучшего приближения функции каким-либо классом функций со свойствами этой функции, как правило со значением модуля непрерывности этой функции в определенной точке. Пример:
{\displaystyle E_{n}(f)_{L^{2}}<K\omega _{f}(\delta ).}
В примере величина наилучшего приближения функции {\displaystyle f} полиномами степени {\displaystyle n} в пространстве {\displaystyle L^{2}} оценивается сверху через значение модуля непрерывности функции {\displaystyle f} в точке {\displaystyle \delta }. Величина {\displaystyle K} называется константой Джексона. Вопрос о наименьшем значении этой величины (о «точной константе Джексона»), как правило, очень труден. В тех случаях, когда он разрешим, минимальная константа {\displaystyle \delta }, при которой неравенство остается справедливым, называется точкой Черных, нахождение которой также является нетривиальным.

## История
Впервые неравенство такого типа было получено Д. Джексоном (англ. Dunham Jackson) в 1911 году для случая приближения периодических функций тригонометрическими полиномами. Он показал, что
{\displaystyle E_{n}(f)\leqslant c\omega \left(f,\;{\frac {1}{n}}\right)}
и
{\displaystyle E_{n}(f)\leqslant {\frac {c_{r}}{n^{r}}}\omega \left(f^{(r)},\;{\frac {1}{n}}\right).}
Здесь {\displaystyle E_{n}(f)} есть величина наилучшего приближения функции {\displaystyle f} в равномерной метрике тригонометрическими полиномами степени {\displaystyle n-1}. В первом неравенстве функция {\displaystyle f} предполагается непрерывной, а во втором — {\displaystyle r}-раз дифференцируемой.
В 1945 году Зигмунд получил подобные неравенства с использованием модуля непрерывности второго порядка, в 1947 году академик С. Н. Бернштейн смог использовать модуль непрерывности порядка {\displaystyle k}. В 1949 году С. Б. Стечкин обобщил все предыдущие результаты и установил (отличным от Джексона методом), что
{\displaystyle E_{n}(f)\leqslant c_{k}\omega _{k}\left(f,\;{\frac {1}{n}}\right)}
и
{\displaystyle E_{n}(f)\leqslant {\frac {c_{k+r}}{n^{r}}}\omega _{k}\left(f^{(r)},\;{\frac {1}{n}}\right).}
Здесь константы {\displaystyle c_{k}} не зависят от {\displaystyle f}, {\displaystyle n} или {\displaystyle r}. В результате в отечественной литературе неравенство стало называться неравенством Джексона — Стечкина, а похожие неравенства стали называться неравенствами типа Джексона — Стечкина.
В 1961 году Н. П. Корнейчук указал точную константу Джексона в первом неравенстве:
{\displaystyle E_{n}(f)<1\cdot \omega \left(f,\;{\frac {\pi }{n}}\right).}
В 1967 году Стечкин получил неравенство Джексона в пространствах {\displaystyle L_{p}} для всех {\displaystyle p\in [1,\;\infty )}:
{\displaystyle E_{n}(f)_{p}<{\frac {3}{2}}\cdot \omega \left(f,\;{\frac {\pi }{n}}\right)_{p}.}
Позднее этой тематикой занималось (и до сих пор занимаются) большое число математиков в разных странах, были получены аналогичные неравенства для разнообразных пространств, приближающих классов и модулей непрерывности.